# University of Leeds
Die University of Leeds (deutsch Universität Leeds) ist eine Universität in Leeds, Großbritannien. Besonders die wirtschaftswissenschaftliche Fakultät genießt einen ausgezeichneten Ruf und zählt zu den besten im Vereinigten Königreich. Im Studienjahr 2021/2022 war sie gemessen an der Zahl der Studierenden (37.190) die elftgrößte Universität des Vereinigten Königreichs.

## Geschichte

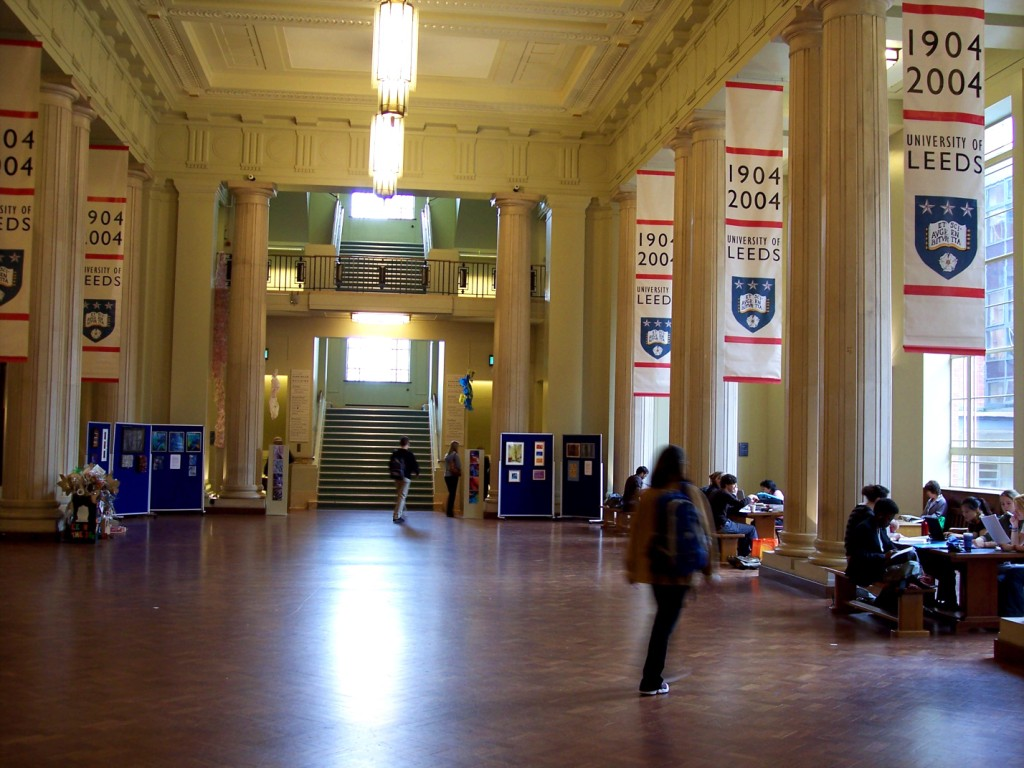
Foyer des Hauptgebäudes mit Bannern zum hundertjährigen Bestehen der Universität

1831 wurde die Leeds School of Medicine gegründet, 1874 folgte das Yorkshire College of Science, das der Ausbildung der Kinder Industrieller und Händler aus der Mittelschicht diente und teilweise von der lokalen Industrie finanziert wurde. Das Yorkshire College of Science war religiös unabhängig, so dass ein Studium nicht nur Mitgliedern der Church of England möglich war. Als sich die traditionellen Universitäten Oxford und Cambridge anderen Konfessionen öffneten, konzentrierte sich das Yorkshire College of Science auf progressive und praxisorientierte Lehrmethoden und widmete sich neben den Naturwissenschaften und Ingenieurwissenschaften auch der klassischen und modernen Philologie sowie der Geschichte, was eine Umbenennung in Yorkshire College auslöste. 1887 fusionierte das Yorkshire College mit der Leeds School of Medicine.
1888 wurde das Yorkshire College Teil der Victoria University, einem Zusammenschluss von Institutionen des tertiären Bildungsbereichs in Nordengland. Obwohl Frauen das Studium zuvor nicht verwehrt gewesen war, stellten sie erst mit der Schaffung entsprechender Einrichtungen ab 1896 einen signifikanten Teil der Studenten. Da die Zusammenarbeit der Institutionen innerhalb der Victoria University aufgrund der zu überbrückenden Distanzen Probleme bereitete, wurden die Mitglieder nach der Jahrhundertwende unabhängig. Die University of Leeds wurde 1904 von König Eduard VII. zur eigenständigen Universität ernannt.

## Situation nach 2000

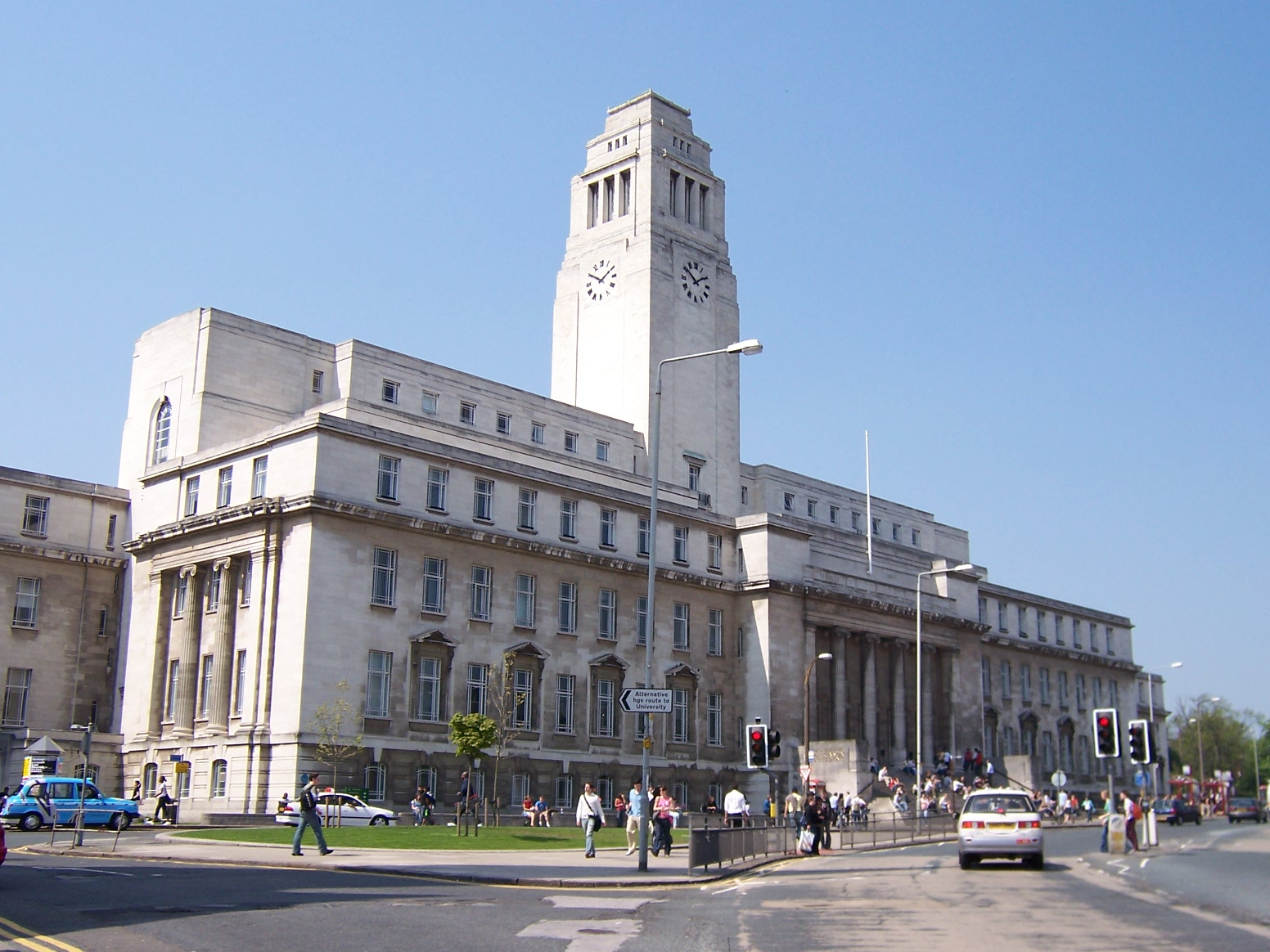
Hauptgebäude (Parkinson Building)

Die Universität gehört zu den führenden Forschungsinstitutionen im Vereinigten Königreich und ist ein Mitglied der Russell-Gruppe. Im Jahre 2006 hatte sie die zweithöchste Zahl an Studienplatzbewerbungen. In der 2001 durchgeführten, die Forschungsqualität beurteilenden Research Assessment Exercise belegte die Universität den siebten Platz für die Zahl der mit Bestnote ausgezeichneten Forscher sowie den achten Platz für Forschungskraft. Ebenfalls mit Bestnote ausgezeichnet wurden die Fachbereiche Anglistik, Elektrotechnik, Italianistik, Lebensmitteltechnologie, Maschinenbau und Stadtplanung. Im Studienjahr 2007/2008 wurden mehr als 700 grundständigen Studiengänge sowie 474 Aufbaustudiengänge angeboten.
Im Hochschulranking des The Times Higher Education Supplement belegte die Universität Leeds im Jahr 2006 den 19. Platz innerhalb des Vereinigten Königreiches, den 50. Platz in Europa und den 121. Platz weltweit, für Geisteswissenschaften den 55. Platz weltweit.

## Zahlen zu den Studierenden und den Mitarbeitern
Von den 37.190 Studenten des Studienjahrens 2021/2022 waren 21.795 weiblich (58,6 %) und 15.315	männlich (41,2 %). 25.150 Studierende kamen aus England, 205 aus Schottland, 445 aus Wales, 165 aus Nordirland, 1.090 aus der EU und 10.035 aus dem Nicht-EU-Ausland. Damit kamen 11.125 Studenten (29,9 %) aus dem Ausland. 27.015 der Studierenden (72,6 %) strebten ihren ersten Studienabschluss an, sie waren also undergraduates. 10.175 (27,4 %) arbeiteten auf einen weiteren Abschluss hin, sie waren postgraduates. Davon arbeiteten 2.140 in der Forschung.
| Studienjahr | weibliche Studenten | männliche Studenten | Studenten insgesamt | wissen. Mitarbeiter | Mitarbeiter |
| ----------- | ------------------- | ------------------- | ------------------- | ------------------- | ----------- |
| 2005        |                     |                     | 31.500              |                     | 7.500       |
| 2007/2008   |                     |                     | >32.000             |                     |             |
| 2014/2015   | 18.600              | 12.430              | 31.030              | 3.290               | 7.405       |
| 2015/2016   | 19.275              | 12.515              | 31.790              | 3.345               | 7.540       |
| 2016/2017   | 20.275              | 13.025              | 33.300              | 3.485               | 7.850       |
| 2017/2018   | 20.795              | 13.620              | 34.420              | 3.500               | 7.925       |
| 2018/2019   | 22.015              | 14.215              | 36.250              | 3.785               | 8.440       |
| 2019/2020   | 21.935              | 14.370              | 36.330              | 3.815               | 8.655       |
| 2020/2021   | 21.620              | 15.175              | 36.840              | 3.770               | 8.585       |
| 2021/2022   | 21.795              | 15.315              | 37.190              | 3.760               | 8.755       |

Mit mehr als 35.000 eingeschriebenen Vollzeitstudenten im Jahr 2019 und mehr als 34.000 für 2017/2018 war die University of Leeds damals gemessen an der Zahl der Studierenden die fünftgrößte Universität des Landes.
2017/2018 betrug der Jahresetat 715 Mio. £.

## Lage
Der Campus befindet sich 1,6 km nördlich des Stadtzentrums in fußläufiger Entfernung der Innenstadt sowie der Wohnviertel Hyde Park und Headingley. Der Haupteingang und das Hauptgebäude befinden sich an der als A660 bezeichneten Hauptstraße nach Otley. Von der Universität betriebene Studentenwohnheime befinden sich vornehmlich auf dem Campus, in dessen näherer Umgebung sowie in Headingley. Die entfernter gelegenen Wohnheime sind über Buslinien, die von First West Yorkshire betrieben werden und teilweise nur während des Semesters verkehren, an den Campus angeschlossen.
Neben dem Campus in Leeds verfügt die Universität über eine Zweigstelle in Wakefield. Ein weiterer, ausgelagerter Campus in Bretton Hall schloss im Sommer 2007, die dort angesiedelten Institute zogen auf den zentralen Campus in Leeds um.

## Campus und Ausstattung

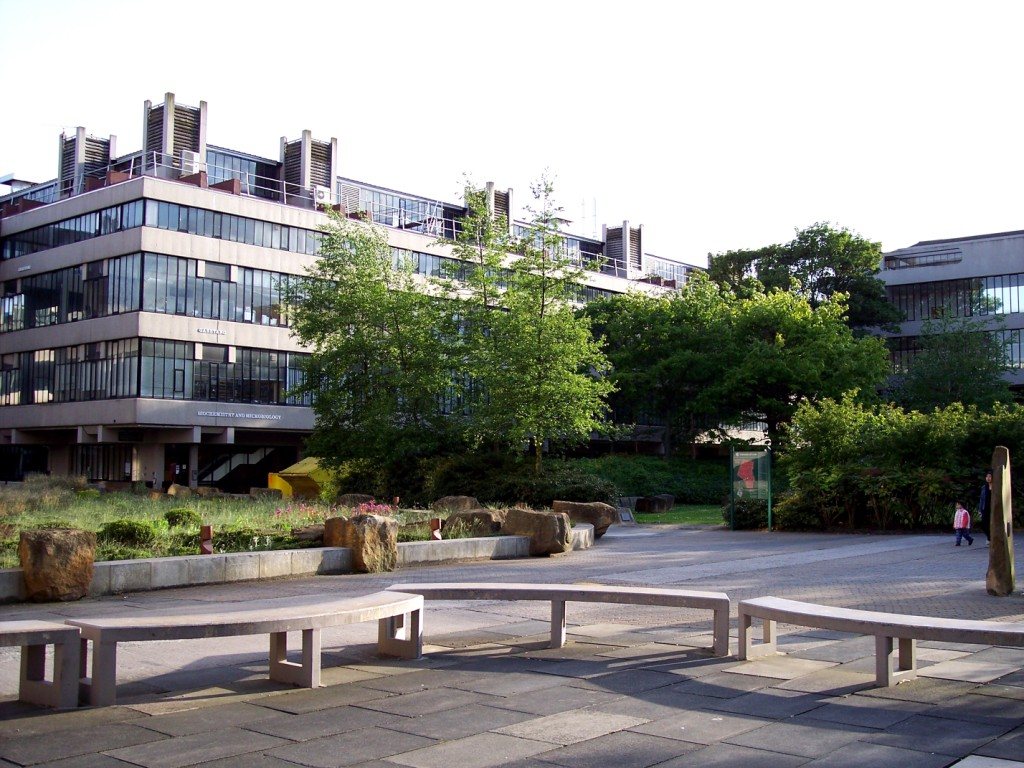
Garstang Building

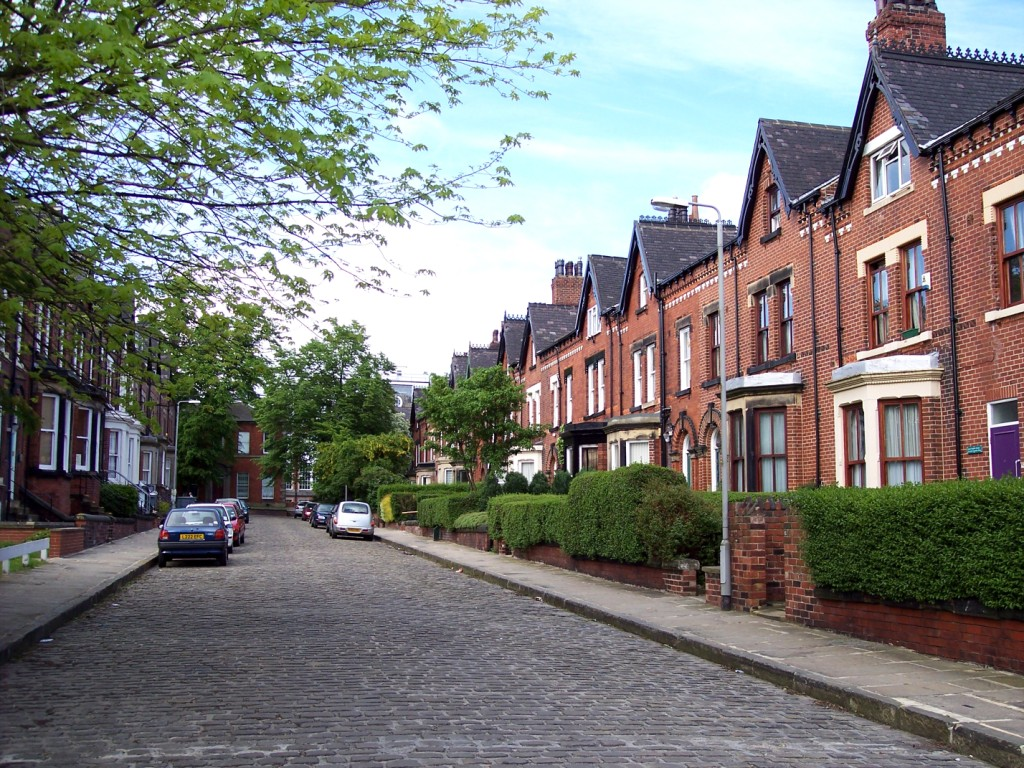
Reihenhäuser auf dem Campus

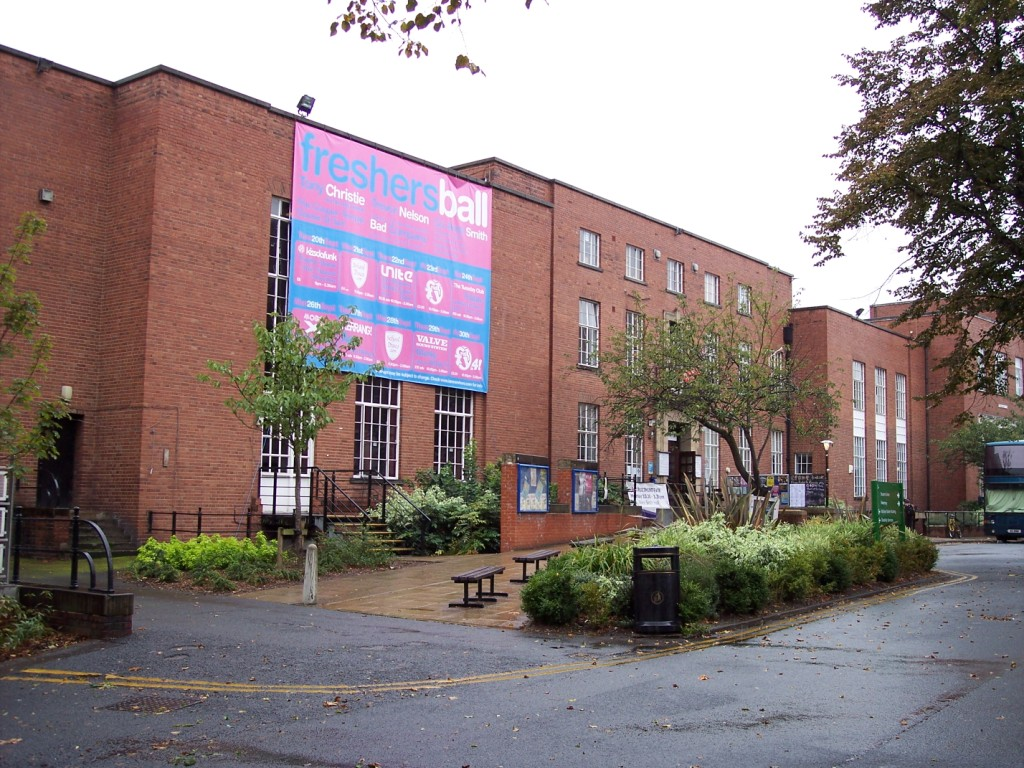
Leeds University Union

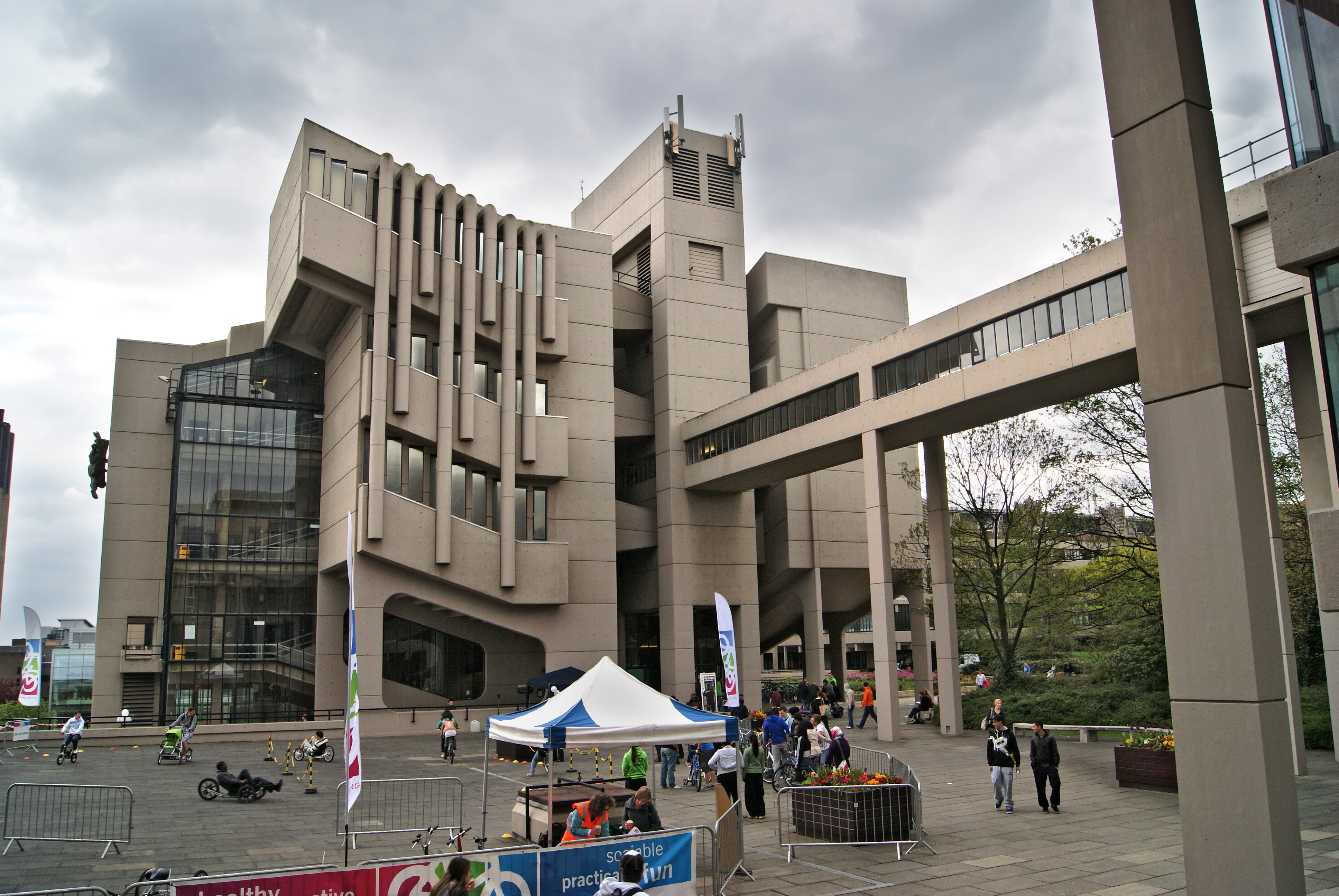
Roger Stevens Building

Der 40 ha große Campus in Leeds wurde in Etappen von der Universitätsgründung bis heute gebaut, ein weiterer Ausbau fand 2006 bis 2008 statt, da ein neues Verwaltungsgebäudes errichtet wurde. Darüber hinaus befinden sich auf dem Campus ältere, von der Universität übernommene Reihenhäuser sowie ein Park, der aus einem ehemaligen Friedhof entstand.
Das Hauptgebäude, Parkinson Building, mit der Turmuhr University Tower wurde 1951 fertiggestellt und ist durch seine Lage auf einem Hügel weithin sichtbar. Ein erheblicher Teil der Gebäude der Universität wurde in den 1970er Jahren in einheitlicher, von Beton dominierter Architektur erstellt, darunter auch das Hörsaalzentrum Roger Stevens Building, das für seine effiziente Raumnutzung ausgezeichnet wurde, die allerdings eine unübersichtliche Anordnung der 25 Hörsäle bedingt.
Die Universitätsbibliothek umfasst fünf Standorte. Sie hat einen Gesamtbestand von 2,76 Millionen Werken, dazu kommen 0,53 Millionen E-Books und jährlich über 5 Millionen Downloads elektronischer Zeitschriftenartikel. Der Großteil der Bücher befindet sich in den auf dem zentralen Campus befindlichen Brotherton Library und Edward Boyle Library. Darüber hinaus stehen den Studierenden, den Dozenten und dem Personal mehr als 9.000 Computer zur Verfügung.
Die Studierendenschaft ist in der von der Universität unabhängigen Leeds University Union (LUU) organisiert, die in einem eigenen Gebäude auf dem Campus sitzt, in dem sie unter anderem einen Pub, mehrere Cafés und Bars sowie einen kleinen Supermarkt betreibt, deren Gewinne zur Finanzierung von Beratungsangeboten für Studierende dienen. In der LUU sind außerdem 225 studentische Klubs und Interessengemeinschaften organisiert, denen Sitzungsräume zur Verfügung stehen.  Weiterhin werden mit Leeds Student eine im Semester wöchentlich erscheinende Zeitung herausgegeben sowie mit LSRfm.com und LS:TV Radio- und Fernsehsender betrieben.

## Forschungskooperation mit Deutschland
Gemeinsam mit dem Römisch-Germanischen Zentralmuseum in Mainz und der University of Reading wurde bis 2016 die Datenbank Samian Research, eine Online-Datenbank zu Terra Sigillata, deren Funde, Typen, Klassifikationen, Herstellern, Herstellungsorten und deren Verknüpfungen, geschaffen. Heute können über  eine Viertelmillion Einträge verknüpft und untersucht werden.

## Bekannte Alumni
- George Porter (1920–2002), Chemiker und Politiker, Nobelpreis für Chemie 1967
- Wole Soyinka (* 1934), nigerianischer Schriftsteller
- Hage Geingob (1941–2024), namibischer Politiker, seit 2015 dritter Präsident Namibias
- Abdou Hamani (* 1942), nigrischer Sprachwissenschaftler und Politiker
- Harold Shipman (1946–2004), Arzt und Serienmörder
- Clare Short (* 1946), Politikerin
- Jack Straw (* 1946), Politiker, von 2001 bis 2006 Außenminister, von 2007 bis 2010 britischer Lordkanzler und Justizminister
- Mark Knopfler (* 1949), Musiker der Rockgruppe Dire Straits
- Nicholas Kaiser (1954–2023), Astronom
- Piers Sellers (1955–2016), Astronaut und Klimaforscher
- Nambaryn Enchbajar (* 1958), mongolischer Politiker, von 2005 bis 2009 Präsident der Mongolei
- Teresa K. Attwood (* 1959), Bioinformatikerin und Biokuratorin
- Femi Elufowoju Jr. (* 1962), Schauspieler, Theater- und Opernregisseur
- Sayeeda Warsi, Baroness Warsi (* 1971), Politikerin, Ministerin im Kabinett Cameron I
- Christopher Leslie (* 1972), Politiker
- Chelsy Davy (* 1985), simbabwische Geschäftsfrau und Anwältin
- Dan Smith (* 1986), Frontsänger der Band Bastille
- Kyle Simmons (* 1988), Allrounder der Band Bastille
- Emma Mackey (* 1996), französisch-britische Schauspielerin